# アリーナ・コバレワ
アリーナ・コバレワ (ラテン文字: Alina Kovaleva、ロシア語: Алина Романовна Ковалёва アリーナ・ロマノフナ・コヴァリョーヴァ、1993年2月18日 - ) は、ロシアの女子カーリング選手。ロシア・サンクトペテルブルクを拠点とするアダマント・カーリングクラブ所属。2013年世界ジュニアカーリング選手権大会で金メダル、2014年には銅メダルを獲得した。また、2011年世界ミックスダブルスカーリング選手権大会で銀メダル、2017年および2021年の世界女子カーリング選手権で銀メダルを獲得している。

## 経歴
ロシア・レニングラード州のスランツィで生まれ、5歳頃からカーリングを始めた。
2011年
世界ミックスダブルスカーリング選手権にコーチのアレクセイ・ツェルソフとペアを組み出場し、銀メダルを獲得した。
2013年および2014年
ロシアのジュニア代表チームのスキップとして世界ジュニアカーリング選手権に出場、2013年に金メダル、2014年に銅メダルを獲得した。
2015年
ヨーロッパカーリング選手権でロシア代表として2試合に出場し、金メダルを獲得した。
2016年
ロシア連邦スポーツ省より、“ロシアスポーツの名誉マスター”の称号が授与された。
2017年
アンナ・シドロワ率いるロシア代表チームのセカンドおよびリードとして世界女子カーリング選手権で全14試合中8試合に出場し、銀メダルを獲得した。
2019年
ロシア女子カーリング選手権で初優勝、世界女子カーリング選手権にロシア代表スキップとして出場し、5位となった。
2019年冬季ユニバーシアードのカーリング競技にロシア代表カーリング女子チームのコーチとして参加した。
2021年
2021年世界女子カーリング選手権大会にロシアカーリング連盟 (RCF) 代表チームのスキップとして出場、銀メダルを獲得した。

## チーム

### 女子団体
| (S) | スキップ |

| シーズン | フォース               | サード                     | セカンド                 | リード                     | リザーブ                 | 備考                |
| -------- | ---------------------- | -------------------------- | ------------------------ | -------------------------- | ------------------------ | ------------------- |
| 2012–13  | ユリア・ポルトゥノワ   | アリーナ・コバレワ (S)     | アレクサンドラ・サイトワ | Oksana Gertova             | Olesya Glushchenko       | WJCC 2013           |
| 2013–14  | ユリア・ポルトゥノワ   | アリーナ・コバレワ (S)     | ウリアナ・ヴァシリエワ   | アナスタシア・ブリズガロワ | アナスタシア・モスカレワ | WJCC 2014           |
| 2015–16  | アンナ・シドロワ (S)   | マルガリータ・フォミナ     | アレクサンドラ・ラエワ   | ンケイラ・エゼフ           | アリーナ・コバレワ       | ECC 2015、WWCC 2016 |
| 2016–17  | アンナ・シドロワ (S)   | マルガリータ・フォミナ     | アレクサンドラ・ラエワ   | ンケイラ・エゼフ           | アリーナ・コバレワ       | WWCC 2017           |
| 2017–18  | アンナ・シドロワ (S)   | マルガリータ・フォミナ     | アレクサンドラ・ラエワ   | ンケイラ・エゼフ           | アリーナ・コバレワ       | ECC 2017            |
| 2018–19  | アリーナ・コバレワ (S) | アナスタシア・ブリズガロワ | ガリーナ・アルセンキナ   | エカテリーナ・クズミナ     | ウリアナ・ヴァシリエワ   | ECC 2018            |
| 2019–20  | アリーナ・コバレワ (S) | マリア・コマロワ           | ガリーナ・アルセンキナ   | エカテリーナ・クズミナ     | ウリアナ・ヴァシリエワ   | WWCC 2019           |
| 2020–21  | アリーナ・コバレワ (S) | マリア・コマロワ           | ガリーナ・アルセンキナ   | エカテリーナ・クズミナ     | Vera Tiuliakova          | ロシアカップ        |
| 2020–21  | アリーナ・コバレワ (S) | ガリーナ・アルセンキナ     | エカテリーナ・クズミナ   | ユリア・ポルトゥノワ       | マリア・コマロワ         | WWCC 2021           |

### ミックスダブルス
| シーズン | 男性                         | 女性               | 備考         |
| -------- | ---------------------------- | ------------------ | ------------ |
| 2010–11  | アレクセイ・ツェルソフ       | アリーナ・コバレワ | WMDCC 2011   |
| 2019–20  | アレクセイ・ティモフェイエフ | アリーナ・コバレワ | ロシア選手権 |

## 成績
主な大会の成績 (括弧内は主な役割および勝敗数)

### オリンピック
- オリンピックのカーリング競技
  - 2022年 - 10位 (スキップ: 1勝8敗)[15]

### 世界選手権
- 世界女子カーリング選手権
  - 2016年 -  銅メダル (リザーブ: 0勝0敗)
  - 2017年 -  銀メダル (セカンド: 6勝2敗)
  - 2019年 - 5位 (スキップ: 9勝4敗)[16][10]
  - 2021年 -  銀メダル (スキップ: 12勝3敗)[2]

- 世界ミックスダブルスカーリング選手権
  - 2011年（英語版） -  銀メダル (7勝3敗)

- 世界ジュニアカーリング選手権
  - 2013年（英語版） -  金メダル (サード・スキップ: 9勝4敗)
  - 2014年（英語版） -  銅メダル (サード・スキップ: 7勝4敗)

### ヨーロッパ選手権
- ヨーロッパカーリング選手権
  - 2015年（英語版） -  金メダル (リザーブ: 2勝0敗)
  - 2017年（英語版） - 5位 (リザーブ: 2勝1敗)
  - 2018年（英語版） - 4位 (スキップ: 6勝5敗)
  - 2019年（英語版） - 4位 (スキップ: 8勝3敗)

- ヨーロッパミックスカーリング選手権（英語版）
  - 2014年（英語版） - 5位 (サード: 5勝3敗)

### ロシア選手権
- ロシア女子カーリング選手権（ロシア語版）
  - 2015年（ロシア語版） -  銀メダル (スキップ)[17]
  - 2016年（ロシア語版） -  銅メダル (スキップ: 10勝2敗)[18]
  - 2017年（ロシア語版） -  銀メダル (スキップ: 10勝1敗)[19]
  - 2018年（ロシア語版） -  銀メダル (スキップ: 10勝1敗)[20]
  - 2019年（ロシア語版） -  金メダル (スキップ: 10勝2敗)[21][9]
  - 2020年（ロシア語版） -  金メダル (スキップ: 10勝1敗)[22][23]

- ロシア混合ダブルスカーリング選手権（英語版）
  - 2020年（英語版） -  銀メダル (6勝3敗)[14]

### ワールドカップ
- 2018年カーリング・ワールドカップ
  - 第2節 - 6位 (スキップ: 2勝4敗)

### ワールドカーリングツアー
| 略語の説明 | 略語の説明         |
| ---------- | ------------------ |
| C          | 優勝               |
| F          | 準優勝             |
| SF         | ベスト4            |
| QF         | ベスト6・ベスト8   |
| R16        | ベスト16           |
| Q          | 予選敗退           |
| T2         | ティア2（2部）出場 |
| DNP        | 大会不参加         |
| N/A        | 開催せず           |

| 大会 / シーズン      | 2015–16 | 2016–17 | 2017–18 | 2018–19 | 2019–20 | 2020–21 | 2020–22 | 通算成績 |
| -------------------- | ------- | ------- | ------- | ------- | ------- | ------- | ------- | -------- |
| マスターズ           | QF      | DNP     | Q       | DNP     | DNP     | N/A     | SF      | 9-8      |
| ツアーチャレンジ     | Q       | DNP     | DNP     | DNP     | DNP     | N/A     | N/A     | 0-4      |
| ナショナル           | DNP     | DNP     | DNP     | DNP     | DNP     | N/A     |         | 0-0      |
| オープン             | QF      | DNP     | DNP     | DNP     | SF      | N/A     |         | 7-5      |
| チャンピオンズカップ | DNP     | DNP     | DNP     | QF      | N/A     | QF      |         | 6-6      |
| プレーヤーズ         | Q       | DNP     | DNP     | DNP     | N/A     | Q       |         | 3-7      |
| 勝–負                | 7-13    | 0-0     | 2-3     | 3-3     | 4-2     | 5-6     | 4-3     | 25-30    |